# Ильген, Макс
Макс Ильген (нем. Max IIgen; 13 апреля 1894, Кёнигсберг — 15 ноября 1943, близ Ровно, Рейхскомиссариат Украина) — немецкий военачальник, генерал-майор (1943 год).

## Биография
Родился в семье мясника.
Вступив 5 февраля 1913 года фанен-юнкером в армию, дослужился 19 июня 1914 года в 20-м пехотном полку до чина лейтенанта. По окончании войны перешёл в 1920 году в полицию, и в 1935 году вернулся уже майором в Вермахт.
С 1 октября 1936 года — подполковник, затем с 10 октября 1938 года служил в штабе 4-го пехотного полка 32-й пехотной дивизии, с 1 июня 1939 года полковник.
С 1 сентября 1939 года командовал 4-м пехотным полком, а с 10 октября 1939 по 24 января 1942 года — 96-м пехотным полком (и. о.). Далее по 1 марта 1942 года — и. о. командира 32-й пехотной дивизии.
14 февраля 1942 года награждён орденом Немецкого креста (в золоте).
С 1 марта 1942 года вновь командует 96-м пехотным полком и, наконец, с 24 декабря 1942 года в резерве фюрера.
1 августа 1943 года (будучи с 1 марта 1943 года в чине генерал-майора), назначен командиром 740-го соединения т. н. «восточных батальонов» (нем. Osttruppe zur besonderen Verwendung 740).
15 ноября 1943 года около 16:15 Ильген был похищен в Ровно советскими партизанами под руководством Н. И. Кузнецова вместе с личным водителем рейхскомиссара Украины Коха — гауптманом Паулем Гранау. Помощь в организации операции оказала подруга и помощница Кузнецова Л. И. Лисовская, устроившаяся работать экономкой к Ильгену и доложившая Кузнецову о распорядке дня Ильгена (в самом захвате не участвовала). В операции участвовали сам Кузнецов (в форме капитана вермахта), его помощник Н. В. Струтинский (в форме рядового вермахта), партизаны Стефаньский (в форме лейтенанта вермахта) и Каминский (в форме сотрудника рейхскомиссариата).
Из-за невозможности вывоза пленных, в тот же день после допроса они были расстреляны и захоронены в одном из лесных хуторов близ Ровно. После смерти Ильгена, пост командира 740-го соединения занял генерал-майор Кристоф цу Штольберг-Штольберг.